# Box-office 1994 au Canada et aux États-Unis
Cet article traite du box-office de 1994 au Canada et aux États-Unis.

## Classement
| Rang | Titre                                       | Pays                           | Réalisateur                | Budget en USD | Recettes      |
| ---- | ------------------------------------------- | ------------------------------ | -------------------------- | ------------- | ------------- |
| 1.   | Forrest Gump                                | États-Unis d'Amérique          | Robert Zemeckis            | 20 000 000    | 329 694 499 $ |
| 2.   | Le Roi lion                                 | États-Unis d'Amérique          | Roger Allers & Rob Minkoff |               | 312 855 561 $ |
| 3.   | True Lies                                   | États-Unis d'Amérique          | James Cameron              |               | 146 282 411 $ |
| 4.   | Super Noël                                  | États-Unis d'Amérique          | John Pasquin               |               | 144 833 357 $ |
| 5.   | La Famille Pierrafeu                        | États-Unis d'Amérique          | Brian Levant               |               | 130 531 208 $ |
| 6.   | Dumb and Dumber                             | États-Unis d'Amérique          | Peter et Bobby Farrelly    |               | 127 175 374 $ |
| 7.   | Danger immédiat                             | États-Unis d'Amérique          | Phillip Noyce              | 65 000 000    | 122 187 717 $ |
| 8.   | Speed                                       | États-Unis d'Amérique          | Jan de Bont                |               | 121 248 145 $ |
| 9.   | The Mask                                    | États-Unis d'Amérique          | Chuck Russell              | 22 000 000    | 119 938 730 $ |
| 10.  | Pulp Fiction                                | États-Unis d'Amérique          | Quentin Tarantino          | 8 000 000     | 107 928 762 $ |
| 11.  | Entretien avec un vampire                   | États-Unis d'Amérique          | Neil Jordan                |               | 105 264 608 $ |
| 12.  | Maverick                                    | États-Unis d'Amérique          | Richard Donner             |               | 101 631 272 $ |
| 13.  | Le Client                                   | États-Unis d'Amérique          | Joel Schumacher            |               | 92 115 211 $  |
| 14.  | Harcèlement                                 | États-Unis d'Amérique          | Barry Levinson             |               | 83 015 089 $  |
| 15.  | Star Trek : Générations                     | États-Unis d'Amérique          | David Carson               |               | 75 671 125 $  |
| 16.  | Ace Ventura, détective pour chiens et chats | États-Unis d'Amérique          | Tom Shadyac                |               | 72 217 396 $  |
| 17.  | Stargate                                    | États-Unis d'Amérique · France | Roland Emmerich            |               | 71 567 262 $  |

## Classement par Week End
| #  | Date              | Film no 1                                   | Recettes     |
| -- | ----------------- | ------------------------------------------- | ------------ |
| 1  | 7 janvier 1994    | Madame Doubtfire                            | 11 536 024 $ |
| 2  | 14 janvier 1994   | Philadelphia                                | 24 182 961 $ |
| 3  | 21 janvier 1994   | Philadelphia                                | 8 830 605 $  |
| 4  | 28 janvier 1994   | Madame Doubtfire                            | 7 742 001 $  |
| 5  | 4 février 1994    | Ace Ventura, détective pour chiens et chats | 12 115 105 $ |
| 6  | 11 février 1994   | Ace Ventura, détective pour chiens et chats | 9 673 717 $  |
| 7  | 18 février 1994   | Terrain miné                                | 12 679 573 $ |
| 8  | 25 février 1994   | Ace Ventura, détective pour chiens et chats | 6 512 350 $  |
| 9  | 4 mars 1994       | Ace Ventura, détective pour chiens et chats | 5 095 449 $  |
| 10 | 11 mars 1994      | Un ange gardien pour Tess                   | 7 065 213 $  |
| 11 | 18 mars 1994      | Y a-t-il un flic pour sauver Hollywood ?    | 13 216 531 $ |
| 12 | 25 mars 1994      | D2: The Mighty Ducks                        | 10 356 748 $ |
| 13 | 1er avril 1994    | Les Indians 2                               | 7 040 777 $  |
| 14 | 8 avril 1994      | D2: The Mighty Ducks                        | 5 513 111 $  |
| 15 | 15 avril 1994     | Quatre mariages et un enterrement           | 4 162 489 $  |
| 16 | 22 avril 1994     | Belles de l'Ouest                           | 5 012 200 $  |
| 17 | 29 avril 1994     | Absolom 2022                                | 4 588 736 $  |
| 18 | 6 mai 1994        | Avec les félicitations du jury              | 3 741 737 $  |
| 19 | 13 mai 1994       | The Crow                                    | 11 774 332 $ |
| 20 | 20 mai 1994       | Maverick                                    | 17 248 545 $ |
| 21 | 27 mai 1994       | La Famille Pierrafeu                        | 37 182 745 $ |
| 22 | 3 juin 1994       | La Famille Pierrafeu                        | 18 217 305 $ |
| 23 | 10 juin 1994      | Speed                                       | 14 456 194 $ |
| 24 | 17 juin 1994      | Wolf                                        | 17 911 366 $ |
| 25 | 24 juin 1994      | Le Roi lion                                 | 40 888 194 $ |
| 26 | 1er juillet 1994  | Le Roi lion                                 | 34 208 876 $ |
| 27 | 8 juillet 1994    | Forrest Gump                                | 24 450 602 $ |
| 28 | 15 juillet 1994   | True Lies                                   | 25 869 770 $ |
| 29 | 22 juillet 1994   | Forrest Gump                                | 21 931 425 $ |
| 30 | 29 juillet 1994   | The Mask                                    | 23 117 068 $ |
| 31 | 5 aout 1994       | Danger immédiat                             | 20 348 017 $ |
| 32 | 12 aout 1994      | Danger immédiat                             | 15 965 071 $ |
| 33 | 19 aout 1994      | Forrest Gump                                | 11 248 160 $ |
| 34 | 26 aout 1994      | Tueurs nés                                  | 11 166 687 $ |
| 35 | 2 septembre 1994  | Forrest Gump                                | 12 221 147 $ |
| 36 | 9 septembre 1994  | Forrest Gump                                | 6 760 367 $  |
| 37 | 16 septembre 1994 | Timecop                                     | 12 064 625 $ |
| 38 | 23 septembre 1994 | Timecop                                     | 8 176 615 $  |
| 39 | 20 septembre 1994 | La Rivière sauvage                          | 10 214 450 $ |
| 40 | 7 octobre 1994    | L'Expert                                    | 14 317 765 $ |
| 41 | 14 octobre 1994   | Pulp Fiction                                | 9 311 882 $  |
| 42 | 21 octobre 1994   | Pulp Fiction                                | 8 389 221 $  |
| 43 | 28 octobre 1994   | Stargate                                    | 16 651 018 $ |
| 44 | 4 novembre 1994   | Stargate                                    | 12 368 778 $ |
| 45 | 11 novembre 1994  | Entretien avec un vampire                   | 36 389 705 $ |
| 46 | 18 novembre 1994  | Star Trek : Générations                     | 23 116 394 $ |
| 47 | 25 novembre 1994  | Super Noël                                  | 20 437 607 $ |
| 48 | 2 décembre 1994   | Super Noël                                  | 11 390 638 $ |
| 49 | 9 décembre 1994   | Harcèlement                                 | 10 068 126 $ |
| 50 | 16 décembre 1994  | Dumb and Dumber                             | 16 363 442 $ |
| 52 | 23 décembre 1994  | Dumb and Dumber                             | 15 586 425 $ |
| 53 | 30 décembre 1994  | Dumb and Dumber                             | 14 929 291 $ |